# Calligonum alaschanicum
Calligonum alaschanicum Losinsk. – gatunek rośliny z rodziny rdestowatych (Polygonaceae Juss.). Występuje naturalnie w Chinach – w prowincji Gansu oraz regionie autonomicznym Mongolia Wewnętrzna. 

## Morfologia
PokrójZrzucający liście krzew dorastający do 1,5–3 m wysokości.
LiścieIch blaszka liściowa ma lancetowaty kształt, mierzy 3–4 mm długości, jest o ostrym wierzchołku.
KwiatyZebrane po 2–3 w pęczki, rozwijają się w kątach pędów. Listki okwiatu mają kształt od eliptycznego do niemal okrągłego i czerwonawą barwę, mierzą do 2–3 mm długości.
OwoceMają kształt od jajowatego do niemal kulistego, osiągają 18–26 mm długości oraz 17–25 mm szerokości.

## Biologia i ekologia
Rośnie na pustyniach oraz wydmach. Występuje na wysokości od 500 do 1500 m n.p.m. Kwitnie w maju, natomiast owoce dojrzewają od czerwca do sierpnia.